# Supruga Qi
Supruga Qi (齊妃; ? - 1737.) bila je konkubina kineskog cara Yongzhenga.
Njezin je otac bio Li Wenhui (李文輝), koji je bio guverner. Njezina je majka nepoznata.
Dok je Yongzheng još bio princ Yinzhen, ova je žena postala njegova ljubavnica. 1695. godine mu je rodila kćer, princezu Huaike (1695. – 1717.). 1697. je rodila sina Hongpana, a 1700. sina Hongyuna (弘昀).
1704. Qi je rodila sina Hongshija.
Nakon što je Yinzhen postao car, dama Li je postala supruga Qi, ali je 1727. bila osramoćena. Umrla je 1737. godine te je pokopana u grobnici jugozapadno od Pekinga.
Yongzheng je imao još jednu ljubavnicu koja se prezivala Li.